# Thélyson Orélien

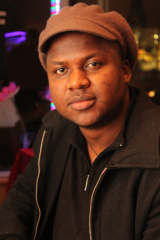
Thélyson Orélien (2013)

Thélyson Orélien (* 23. Mai 1988 in Gonaïves, Haiti) ist ein in Haiti geborener und in Kanada lebender Schriftsteller, Dichter, Chronist, Journalist, Wirtschaftswissenschaftler und Politologe. Er ist für sein literarisches Engagement und seine sozialpolitischen Kolumnen bekannt und eine Stimme der zeitgenössischen haitianischen und frankophonen Literatur. Mit seinen Arbeiten untersucht er Themen, die vom kollektiven Gedächtnis bis zu Identitätsfragen reichen; sie sind oft von Reflexionen über die menschliche Existenz und gesellschaftliche Dynamiken geprägt.

## Leben

### Jugend und Ausbildung
Orélien wurde am 23. Mai 1988 in Gonaïves, dem Hauptort des Département Artibonite, geboren. Gonaïves ist die Stadt der Unabhängigkeit Haitis, die hier im Jahr 1804 verkündet wurde. Sie ist auch die Stadt von Toussaint Louverture, dem Helden der haitianischen Revolution, und des Schriftstellers Jacques Stéphen Alexis. Oréliens Weltanschauung wurde von diesem historischen und kulturellen Erbe tiefgreifend beeinflusst.
Die Grund- und Sekundarschulbildung absolvierte er an der École Cyr-Guillo des Frères de l'Instruction Chrétienne und an der Institution La Ronde in Gonaïves. Anschließend studierte er Rechtswissenschaft an der Université d’État d’Haïti in Port-au-Prince, bevor er nach dem Erdbeben vom 12. Januar 2010 zu Verwandten nach Kanada übersiedelte. An der Universität Montreal erwarb er einen bidisziplinären Abschluss in Wirtschafts- und Politikwissenschaften.

### Autor
Orélien entdeckte die Literatur schon als Jugendlicher. Sein Vater, der Wirtschaftsprüfer und Lehrer war, führte ihn in die griechische Literatur, vor allem Homer, ein. So sensibilisiert wandte er sich der Poesie und der Kurzgeschichte zu und las Werke von Schriftstellern wie Márquez, Char, Morrison, Proust, Dostojewski, Rimbaud, Woolf und Jaccottet.
Im Jahr 2007 wurde sein Gedicht „Les Couleurs de ma terre“ (Die Farben meiner Heimat) mit dem Prix Interrégional Jeunes Auteurs (PIJA) in der Schweiz ausgezeichnet. Zwei Jahre später war er Finalist des Concours de Poesie Arthur Rimbaud. Mehrere seiner Gedichtbände und Gedichte wurden in Literaturzeitschriften und Anthologien veröffentlicht.

### Journalist
Orélien ist regelmäßiger Kolumnist verschiedener frankophoner Medienplattformen, insbesondere das Netzwerk Mondoblog von Radio France internationale (RFI). In seinen Kolumnen greift er aktuelle Themen auf, insbesondere solche, die mit politischer, sozialer und literarischer Dynamik verbunden sind. Sein Stil ist sowohl analytisch als auch zugänglich und bietet eine tiefgründige Reflexion über zeitgenössische Themen, während er gleichzeitig in einer humanistischen Perspektive verankert ist.
Thélyson betreibt auch einen persönlichen Blog, „Le blog de Thélyson Orélien“, in dem er seine Gedanken und Fiktionen teilt und dabei verschiedene Themen aus Wirtschaft, Literatur, Geschichte und Politik erforscht.
Im Jahr 2023 gründete er das unabhängige Autorenkollektiv ErraMagazine mit dem Ziel, Leser auf der ganzen Welt zu informieren und zu verbinden.

## Werke (Auswahl)
- Thélyson Orélien: Au-delà du silence. Éditions Rocheuses, 2006, ISBN 979-1-04241064-3 (französisch).
- Thélyson Orélien: Le temps qui reste. Éditions des Marges, Montreal 2015, ISBN 978-1-329-69680-8 (französisch).
- Thelyson Orelien: Éternels amants. Éditions des Marges, Montreal 2023, ISBN 978-2-9813129-0-7 (französisch).